# Gadila vanuatuensis
Gadila vanuatuensis is een Scaphopodasoort uit de familie van de Gadilidae. De wetenschappelijke naam van de soort is voor het eerst geldig gepubliceerd in 2008 door Scarabino.